# Миколаївський ліцей №38 імені В.Д.Чайки
Миколаївський ліцей №38 імені Володимира Дмитровича Чайки Миколаївської міської ради Миколаївської області — ліцей, розташований в місті Миколаєві, Україна. очолюється Народним вчителем України Сергієм Михайловичем Січком названий на честь колишнього мера міста Миколаєва В.Д. Чайки. В ліцеї навчається близько 1500 дітей та працює більше ста вчителів. Заклад має значні успіхи і досягнення, справжні перспективи національної системи навчання і виховання нового покоління нової України. Школа є природничо-математичною за своїм напрямом, національною за своїм змістом і водночас європейською за своєю філософією.
Миколаївський муніципальний ліцей є державним середнім загальноосвітнім закладом, що забезпечує академічну і практичну природничо-математичну та суспільно-гуманітарну підготовку здібної та талановитої молоді південного регіону України, здобуття нею освіти понад державний рівень. ММК з 2006 року є експериментальним навчальним закладом всеукраїнського рівня.
Більше 90 % педагогів закладу — вчителі вищої категорії, старші вчителі та вчителі-методисти, 7 — мають почесне звання «Заслужений вчитель України», 2 — «Заслужений працівник культури України», 20 — нагороджені знаком «Відмінник освіти», 2 кандидати наук, 3 майстри спорту, 4 лауреати обласної премії ім. Миколи Аркаса.
Миколаївський ліцей №38 визначає себе як український національний навчально-виховний заклад, головне завдання якого — плекання громадян України, формування української національної інтелігенції з високим духовним, інтелектуальним та творчим потенціалом.
Девіз навчального закладу «Слава і честь кожній особистості». Перші букви девізу складаються в призвіще діючого директора — Січко Сергія Михайловича.

## Історія
Миколаївський ліцей №38 за своїм змістом, і за формою відповідає історичним традиціям українського національного виховання і національної освіти.
За 58 років існування навчальний заклад пройшов такий шлях:
- в 1954 році відкрито Миколаївську середню загальноосвітню школу № 38;
- в 1962 році вперше було відкрито спеціалізований математичний клас;
- з 1986 року введено інформатику і прикладну математику як предмет поглибленого вивчення з 8 класу;
- в 1991 році середня загальноосвітня школа № 38 затверджена як спеціалізована інформатико-математична школа;
- в 1993 році розпорядженням Представника Президента в Миколаївській області № 409 від 16 серпня 1993 року на базі школи відкрито інформатико-математичний ліцей Школа працює за структурою школи-комплексу;
- з 1997 року школу-ліцей № 38 реорганізовано в колегіум.
- з 2023 року колегіум реорганізовано у Миколаївський ліцей №38[2].

Миколаївський муніципальний ліцей працює у складі Миколаївського національно-культурного комплексу Чорноморського державного університету ім. П. Могили.

## Директор
Миколаївський ліцей №38 очолює Народний вчитель України, кандидат наук, доцент С. М. Січко.
Сергій Михайлович (в минулому, вчитель фізкультури) нагороджений знаком «Відмінник освіти України», Почесною грамотою Верховної Ради України (2009 р.), нагрудним знаком «Василь Сухомлинський» (2009 р.), є членом-кореспондентом Академії культурної спадщини України, лауреатом обласної премії ім. М. Аркаса, почесним городянином року міста Миколаєва, переможцем конкурсу «100 найкращих керівників шкіл України», лауреатом конкурсу «Освітянин року 2007».

## Інтелектуальні досягнення
У ліцеї створено ефективну систему роботи із здібними і обдарованими дітьми, спрямовану на пошук обдарованості у кожному. Індивідуальна робота з учнями проводиться на 12 кафедрах, працюють спецкурси, факультативи, курси за вибором, функціонують три учнівських наукових товариства; відкрито профільні класи: математичний, природничий, інформаційно-технологічний, правовий, економічний.
Випускники Миколаївського муніципального ліцею щороку показують високі знання при складанні ЗНО та вступають до найпрестижніших вишів України. Учні ліцею посідають призові місця на предметних олімпіадах усіх рівнів: більше 100 переможців щороку на рівні міста, 60 — на рівні області, 5 — на рівні держави.
Протягом останніх років 14 разів учні ставали призерами Всесвітніх олімпіад з математики, біології, хімії, інформатики, екології:
- Ліницький Олег — з інформатики (Австралія)
- Манойло Юрій — з інформатики (Південно-Африканська Республіка)
- Ніконов Сергій — з біології (Швеція)
- Манзюк Олександр — з математики (Румунія)
- Рибак Микола — з математики (США, Шотландія)
- Манзюк Володимир — з екології (Туреччина)
- Виборний Михайло — з хімії (Молдова, Тайвань)
- Мельников Костянтин — з хімії (Москва)
- Грабовський Олексій — з біології та хімії (Москва)
- Виборний Олег — з хімії (Велика Британія)
- Новошицький Сергій — «Перший крок до Нобелівської премії» (Польща)
- Козирєв Сергій — «Перший крок до Нобелівської премії» (Польща)

Учні ліцею — стипендіати Президента України: Рибак Микола, Манзюк Олександр, Манзюк Володимир, Виборний Михайло, Риженков Микола, Кирилюк Володимир, Бестем'яннікова Ольга, Виборний Олег.
Учні 10-х класів обов'язково представляють власні курсові проекти. Щорічно більше 50-ти робіт направляються на конкурс-захист науково-дослідницьких робіт Малої Академії Наук. На щорічних традиційних презентаціях «Творчість освітян» десятки нових друкованих видань, а також аудіо-відео матеріалів представляє власний видавничий центр ліцею. Працюють шкільне телебачення, видається газета «38-й меридіан», друкована продукція кафедр, учнівські альманахи шкільних наукових товариств.
У ліцеї функціонує три наукових товариства: «Шкільна дитяча академія» (1й-4й класи), Інтелектуальний клуб «Універсум» (5й-8й класи), Наукове товариство «Інтелект» (9й-11й класи).

## Художньо-естетичний комплекс
На високому професійному рівні в закладі поставлено художньо-естетичне виховання, значущими компонентами якого є Школа «Кобзарська наука» та Шкільна дитяча філармонія.
Художній керівник Школи «Кобзарська наука» Валентина Січко — Заслужений працівник культури України, нагороджена знаком «Відмінник освіти України», лауреат обласної премії ім. М. Аркаса . Концертмейстер Школи «Кобзарська наука» Анатолій Андрєєв — нагороджений знаком «Відмінник освіти України», лауреат премії ім. М. Аркаса .
До складу школи входить Народна Бузька юнацька капела «Кобзарський передзвін» — організатор і володар Гран-прі Першого і Другого молодіжних кобзарських фестивалів Півдня України «Під срібний дзвін бандур», лауреат міжнародних і всеукраїнських конкурсів.
Організована в 1992 році на базі школи, при активній підтримці і співпраці Миколаївського обласного інституту післядипломної педагогічної освіти, Національної Всеукраїнської спілки кобзарів та Національної державної заслуженої капели бандуристів під керівництвом Народного артиста України Миколи Гвоздя капела плідно пройшла свій 20-річний шлях. Молоді кобзарі добре знані своїми виступами по Україні — на сценах колонного залу ім. М.Лисенка Національної філармонії України, Національного палацу мистецтв «Україна», Національного комплексу «Експоцентр Україна», Майдану Незалежності. Капела брала участь у Всеукраїнському молодіжному фестивалі «Перлини сезону», Всеукраїнському кобзарському форумі «Вересаєве свято» на Чернігівщині, Всесвітньому фестивалі мистецтв українського козацтва, у першому Всеукраїнському з'їзді кобзарів, Першому Міжнародному кобзарському конкурсі ім. Г. Китастого, святкуванні 10-річчя українського музею кобзарства історико-етнографічного заповідника м. Переяслава. Концертний склад капели налічує 30 молодих кобзарів, які є старшокласниками і випускниками Миколаївського ліцею, студентами різних вишів міст України.
Капела є лауреатом міжнародних і всеукраїнських конкурсів. У 2011—2012 роках капела успішно виступала у місті Ялта та у місті Бидгощ (Польща), де отримала дипломи лауреатів конкурсу та фестивалю. Колектив з великим успіхом виступав на сценах Чернігова і Батурина, кримського «Артеку» і Кропивницького, Львова, Національної філармонії, Українського дому, Національного педагогічного університету ім. М. Драгоманова та Софійського майдану у Києві.
У ліцеї працюють вокальні, хорові, танцювальні колективи на всі смаки та уподобання. 560 школярів після занять щоденно зайняті в танцювальних (бальних, народних, сучасних) та вокальних ансамблях (чоловічий гурт «Соколи», дівочий ансамбль «Водограй»), музичних та фольклорних колективах, і всі вони об'єднані у шкільну дитячу філармонію. Вчителі теж мають свій хоровий колектив, який визнано найкращим серед колективів шкіл Миколаєва.
У ліцеї намагаються не тільки дати учневі ґрунтовні, високі знання, а й прищепити любов до рідної землі, отчого краю, материнської мови, до любої Вітчизни — України. Ось чому п'ять років тому в ліцеї була створена і успішно діє шкільна учнівська козацька паланка «СІЧ» («Слава і Честь»).

## Учнівське управління в ліцеї
Система самоврядування, яка органічно поєднує учительське та учнівське самоврядування, існує в ліцеї у вигляді центрів, які допомагають концентрувати, систематизувати і одночасно розмежовувати різні види і форми роботи для більш точного врахування особистісних якостей учня.
У виробленні системи учнівського самоврядування колективом вчителів і учнів розглядаються можливості і робляться перші кроки по впровадженню козацької педагогіки по організації структури управління та методики виховання життєво активної особистості.
Учнівське самоврядування має двоступеневу структуру — загальношкільну і класну. Це сприяє чіткому взаємозв'язку і підпорядкуванню ступенів.

## Структура учнівського самоврядування
1. Центр навчально-пізнавальної діяльності «Інтелект»
2. Центр культурно-масової діяльності «Дозвілля»
3. Центр «Здоров'я»
4. Центр добробуту і порядку
5. Центр морально-етичного виховання
6. Прес-центр
7. Патріотичний центр

Робота в центрах здійснюється поетапно за принципом наступності і неперервності при впровадженні принципів родинного виховання, естетизації середовища.
З метою забезпечення принципу наступності у виховній діяльності для молодшої школи (1-4 класи) розроблено напрямки роботи, які готують ґрунт для подальшої участі дітей у роботі секторів.

## Експериментальна діяльність
Миколаївський ліцей №38 — учасник п'яти Всеукраїнських експериментів:
- «Формування національної самосвідомості учнів на традиціях кобзарського мистецтва»
- «Художньо-естетична освіта і виховання учнів загальноосвітніх навчальних закладів у процесі впровадження інтегрованих курсів»
- «Формування інтелектуальної культури особистості»
- «Створення розвивального середовища для математично обдарованих учнів початкової школи»
- «Медіаосвіта»

## Співпраця з науковцями
З ліцеєм співпрацюють науковці — доценти, професори Національного університету ім. В. О. Сухомлинського, Чорноморського державного університету ім. Петра Могили, Миколаївського національного аграрного університету. Налагоджені творчі зв'язки з відомими науковцями Скворцовою Світланою Олексіївною, доктором педагогічних наук, та Тименко Володимиром Петровичем, доктором педагогічних наук, доцентом, завідувачем відділом діагностики обдарованості Інституту обдарованої дитини АПН України. Підписано угоди з Інститутом інноваційних технологій і змісту освіти, Інститутом обдарованої дитини АПН України.
У ліцеї активно працює школа наукового керівника, творча лабораторія «Вчитель як дослідник», вчителі працюють над кандидатськими дисертаційними дослідженнями.

## Сучасні освітні середовища
Освітньо-культурний центр «Україна духовна» запрошує у гості відомих поетів, артистів, діячів освіти та мистецтва, учні реалізують свої творчі здібності у створенні художніх творів, фотоальбомів, виставок.
На базі ліцею функціонує освітньо-інформаційний аналітичний центр «Україна — Європа», діяльність якого спрямована на поглиблення знань ліцеїстів стосовно європейської інтеграції, культури, мови та історії європейських народів. Щорічно на базі центру проводяться тижні європейських країн, конкурс «Євробачення» та фестиваль «Україна — європейська держава».
З метою формування в учнів національної толерантності, культури міжнаціонального спілкування у закладі відкрито Інформаційно-аналітичний та культурно-освітній центр національних товариств Миколаївської області. Учні ліцею беруть участь у наукових та культурно-просвітницьких програмах, проектах, конференціях, круглих столах.

## Школа сприяння здоров'ю
Велику увагу у закладі приділяють пропаганді здорового способу життя. Мета чітка і конкретна: збереження і зміцнення здоров'я, виховання свідомого та дбайливого ставлення до власного здоров'я і, як головної умови, якомога повнішої реалізації творчого і фізичного потенціалу особистості. Ось чому в ліцеї працюють різні спортивні секції, а чимала кількість учнів є призерами та переможцями численних спортивних змагань, конкурсів. Серед учнів ліцею кандидати і майстри спорту, призери Всеукраїнської та Європейської першості з легкої атлетики, шахів, а команда бадмінтоністів — найкраща в Україні. Як каже народна мудрість: «Здоров'я переважає всі інші блага життя».

## Перемоги та нагороди ліцею
- 2001 р. — переможець обласного конкурсу «Наші здобутки» в номінації «Найкращий навчальний заклад».
- З 2005 р. — є колективним членом Української асоціації імені Василя Сухомлинського;
- 2006 р. — лауреат конкурсу «100 найкращих шкіл України».
- 2008 р. — нагороджено Почесною грамотою Міністерства культури і туризму України колектив Народної Бузької юнацької капели «Кобзарський передзвін» школі за вагомий особистий внесок у створенні духовних цінностей та високу професійну майстерність.
- 2008 р. та 2009 р. — нагороджений почесними дипломами Міністерства освіти і науки України за творчу працю по створенню моделі інноваційної школи майбутнього.
- З 2009 р. школа є дійсним членом Всеукраїнської асоціації Шкіл майбутнього.
- 2009 р. — школа удостоєна почесного звання «Лідер сучасної освіти»;
- 2010 р. — «Флагман освіти і науки України». На базі закладу працюють 12 предметних кафедр і 3 експериментальних (кобзарознавства, музикування на бандурі, національного виховання).

Вчителі закладу є лауреатами та переможцями фахових конкурсів «Вчитель року», «Нове ім'я», «Найкращий класний керівник». Науково-методичний центр школи посів перше місце на Всеукраїнських конкурсах «Модель наукового товариства» (2010 р.), «Сучасна модель шкільної бібліотеки» (2011 р.).
Заклад здобув золоту медаль на виставці-презентації «Інноватика в освіті» в номінації «Використання ІКТ в освітньому процесі».

## Почесні звання і нагороди вчителів
Народний вчитель України:
- Січко Сергій Михайлович

Заслужений вчитель України:
- Грамматик Федір Петрович;
- Остапчук Леонід Володимирович;
- Петрова Ірина Яківна;
- Кварцяна Олена Петрівна;
- Франків Надія Богданівна;
- Заворотня Лідія Іванівна;
- Альперіна Тамара Давидівна.

Заслужений працівник культури України:
- Ржепецький Леонід Андрійович;
- Січко Валентина Степанівна.